# تپه شورجه ۲
تپه شورجه ۲ مربوط به سده‌های اولیه دوران‌های تاریخی پس از اسلام است و در شهرستان بویین زهرا، روستای شورجه واقع شده و این اثر در تاریخ ۲۸ دی ۱۳۷۹ با شمارهٔ ثبت ۲۹۷۰ به‌عنوان یکی از آثار ملی ایران به ثبت رسیده است.